# Золотич, Анастасия
Анастасия Золотич (серб. Анастасија Золотић / Anastasija Zolotić, англ. Anastasija Zolotic; род. 23 ноября 2002, Ларго, Флорида, США) — американская тхэквондистка, золотая медалистка Олимпийских игр 2020 года обладатель серебряной медаль Летних юношеских Олимпийских игр 2018 года в весовой категории до 49 кг среди девушек.. Она получила право представлять США на летних Олимпийских играх 2020 года. 25 июля 2021 года, она стала первой американкой, выигравшей олимпийское золото по тхэквондо, победив российскую спортсменку Татьяну Минину со счётом 17-25.